# Sergia regelii
Sergia regelii là loài thực vật có hoa trong họ Hoa chuông. Loài này được (Trautv.) Fed. miêu tả khoa học đầu tiên năm 1957.